# Championnat de Dominique de football
Le championnat de Dominique de football (Premier League) est créé en 1950. Il oppose au sein d'une poule unique dix clubs de l'île, qui s'affrontent en matchs aller et retour. La compétition est qualificative pour les compétitions continentales de la CONCACAF comme le CONCACAF Caribbean Club Shield.
Le club de Harlem United est la formation la plus titrée en championnat avec un total de vingt trophées. Après son succès en 2023, le Dublanc FC est le tenant du titre.

## Palmarès
- De 1950 à 1957 : Inconnu
- 1958 : Combermere SC (Roseau)
- 1959 : Arsenal
- 1960 : Inconnu
- 1961 : Combermere SC (Roseau)
- 1962 : Combermere SC (Roseau)
- 1963 : Combermere SC (Roseau)
- 1964 : Thunderbirds (Newtown)
- 1965 : Spartans SC (Laudat)
- 1966 : Domfruit Rovers (Newtown)
- 1967 : Domfruit Rovers (Newtown)
- 1968 : Cedar United (Newtown)
- 1969 : Spartans SC (Laudat)
- 1970 : Harlem Rovers
- 1971 : Celtic United
- 1972 : Harlem Rovers
- 1973 : Harlem Rovers
- 1974 : Harlem Rovers
- 1975 : Championnat abandonné
- 1976 : Kensborough United
- 1977 : Kensborough United
- 1978 : Kensborough United
- 1979 : Spartans SC
- 1980 : Pas de championnat
- 1981 : Harlem Bombers
- 1982 : Champion inconnu
- 1983 : Harlem Bombers
- 1984 : Champion inconnu
- 1985 : Antilles Kensborough et Harlem Bombers (titre partagé)
- 1986 : Champion inconnu
- 1987 : Champion inconnu
- 1988 : Champion inconnu
- 1989 : Harlem Bombers
- 1990 : Champion inconnu
- 1991 : C&BM Potters
- 1992 : Harlem Bombers
- 1993 : Harlem Bombers
- 1994 : Harlem Bombers
- 1995 : Harlem Bombers
- 1996 : Black Rocks
- 1997 : Harlem Bombers
- 1998 : ACS Zebians
- 1999 : Harlem Bombers
- 2000 : Harlem Bombers
- 2001 : Harlem Bombers
- 2001-2002 : Saint-Joseph FC
- 2002-2003 : Harlem United
- 2003-2004 : Harlem United
- 2004-2005 : Dublanc FC
- 2005-2006 : Harlem United
- 2006-2007 : Sagicor South East United
- 2007-2008 : Centre Bath Estate
- 2009 : Centre Bath Estate
- 2009-2010 : Centre Bath Estate
- 2011-2012 : Harlem United
- 2012-2013 : Centre Bath Estate
- 2013-2014 : Northern Concrete & Steel Bombers
- 2014-2015 : Exodus FC
- 2015-2016 : Dublanc FC
- 2016-2017 : Dublanc FC
- 2017-2018 : Championnat abandonné
- 2018-2019 : Sagicor South East United
- 2020 : Sagicor South East United
- 2021 : Titre non décerné
- 2022 : Non tenu
- 2023 : Dublanc FC
- 2024 : Dublanc FC